# Patrice Pujol
Patrice Pujol (Marsella, Francia, 22 de octubre de 1958) es un comediante, actor y humorista francés.

## Biografía
Pujol nació en la ciudad de Marsella, de ascendencia española por parte de su padre (de ahí su apellido catalán) y de madre francesa. Su carrera artística y teatral se estrenó en el 2000, con la comedia teatral Some Explicit Polaroids, y en 2004 debutó en la comedia televisiva RRRrrrr!!!. 
Después, desde 2008 obtuvo el papel principal de las películas Coluche, l'histoire d'un mec y de Ça se soigne?, en cual interpretaba un médico. Desde 2010 ha obtenido dos trabajos en el videoclip de Mika Elle me dit (en el que conoció a Axel Huet, un comediante natural de París) y en la película L'amour, c'est mieux à deux.

## Trabajos

### Teatro
- 2000: Some Explicit Polaroids: coprotagonista.

### Cine
- 2004: RRRrrrr!!!: Pierre.
- 2008: Ça se soigne?: Dr Fielgut.
- 2008: Coluche, l'histoire d'un mec: Intello.
- 2010: L'amour, c'est mieux à deux: Le maire.

### Videoclips
- 2011: Elle me dit, de Mika.